# Carolyn Porco
Carolyn C. Porco (Bronx, Nueva York, Estados Unidos, 6 de marzo de 1953) es una científica planetaria, conocida por su trabajo durante la misión conjunta de la NASA/ESA Cassini-Huygens para explorar Saturno y sus satélites y la misión Voyager para explorar el exterior del Sistema Solar. Ha sido científica de imágenes en ambas misiones, ejerciendo como líder del equipo de imágenes de la misión Cassini desde 2004 hasta 2017. En esta misión, junto con su equipo, descubrió la existencia de óceanos de agua en Encélado, satélite de Saturno. En su carrera ha participado en la producción de algunas de las más icónicas imágenes del espacio, como el "Pálido punto azul" (Pale Blue Dot) tomada por la Voyager 1.También ha sido miembro asociado de la misión "New Horizons" dirigida a la exploración de Plutón y del Cinturón de Kuiper.
Ya en su época de estudiante de graduado, Porco analizó la información enviada por la sonda Voyager 1 acerca de los anillos de Saturno, y realizó algunos descubrimientos significantes sobre estos y sobre el campo magnético del planeta.
Ha sido coautora de más de 125 publicaciones científicas en una gran variedad de temas relacionados con la astronomía y la ciencia planetaria. Se ha convertido en una comentarista pública habitual sobre ciencia, astronomía, exploración planetaria y la relación entre ciencia y religión. Sus artículos han aparecido en publicaciones como el London Sunday Times, The New York Times, The Wall Street Journal, The Guardian, Astronomy magazine, Arizona Daily Star, Sky and Telescope, Scientific American, American Scientifist y en los sitios web de la PBS y de la BBC.
Trabajó como consultora científica en producciones como la película Contact en 1997, en concreto, como consultora del personaje principal de la película, Ellie Arroway. En 2008, fue invitada por J. J. Abrams, director/productor del film Star Trek de 2009, para unirse al equipo de producción como consultora de imagen planetaria. Fue responsable de la propuesta para homenajear póstumamente al reconocido geólogo planetario Eugene Shoemaker, tras la cual, se envió a la Luna parte de las cenizas del genial científico en la nave Lunar Prospector, que fue programada para estrellarse contra la superficie de un cráter para estudiar su composición. Allí está enterrado, con un epitafio grabado en una fina lámina de bronce, y redactado por Carolyn.
En 2010, fue galardonada con la Medalla Carl Sagan a la Excelencia en Comunicación Pública de Ciencia Planetaria. En 2012, fue nombrada una de las 25 personas más influyentes sobre el espacio por la revista Time. Desde 2015 ha sido una distinguida profesora visitante en la Universidad de California, en Berkeley, y, desde 2017, miembro de la Academia de Ciencias en California.

## Familia e infancia
Carolyn es hija de padres italianos inmigrantes, la única mujer de los cinco hijos de la familia. Creció con sus cuatro hermanos en el barrio Bronx Este de Pelham Bay, en la ciudad de Nueva York. Su padre trabajaba con un camión de reparto de pan y su madre en las tareas domésticas. Asistía a un colegio católico local en el Bronx, y su atracción por la astronomía le vino a través de su interés por la filosofía oriental, la religión y el existencialismo. Buscaba constantemente respuestas a las grandes preguntas como: "¿Qué hacemos aquí?", "¿Que hay allí afuera?", "¿Cuál es el propósito de todo esto?" Estas reflexiones la llevaron a su fascinación por los planetas y las galaxias. Decía que, "en un sentido figurativo y literal, estaba buscando desde el interior hacia el exterior". Por ello, empezó a interesarse por la creación del universo y comenzó a leer materias como la astronomía, los planetas y las galaxias.
Fue una niña muy estudiosa y una buscadora de lo espiritual, que vivió mucho en su cabeza. Más tarde, ya como estudiante en la Universidad Estatal de Nueva York, en Stony Brook, pasó dos años como cantante budista y fue de peregrinación a Japón durante dos semanas, donde fue la majorette de una banda de marcha budista, usando unos pantalones llamativos. Según ella, "ESOS fueron los días".
Creció en la década de 1960, cuando el programa para el espacio de EE. UU. consiguió mucho dinero y atención pública, lo que aumentó su interés por el espacio exterior. Interés que, creció exponencialmente cuando tenía 13 años, mientras observaba Saturno con un telescopio en la terraza de un amigo. Se trataba del segundo planeta más grande en orbitar el sol, llamado "la joya del sistema solar" debido a su llamativa apariencia y a su compleja estructura de anillos. Desde ese momento, supo lo que quería hacer en su vida: explorar el espacio.
Al entrar en el colegio "Catholic Cardinal Spellman", en el Bronx, ya tenía claro que deseaba estudiar astronomía. Vio las primeras imágenes de Marte en la misión "Mariner" a principios de la década de 1960 y supo que quería explorar los planetas.

## Estudios
Tras su graduación, se matriculó en la universidad Universidad Estatal de Nueva York, en Stony Brook, donde consiguió, en 1974, la licenciatura en Física y Astronomía. Posteriormente, entró en el Instituto de Tecnología de California (Caltech), donde consiguió el doctorado en Ciencias Geológicas y Planetarias en 1983.
En Caltech, se había puesto en marcha en el año 1936 el Laboratorio de Propulsión a Reacción de la NASA, conocido como "Jet Propulsion Laboratory", o JPL, un centro dedicado a la construcción y operación de naves espaciales no tripuladas. Gracias a esta relación entre el Caltech y el JPL, en la época en la que Carolyn estaba en Caltech, tuvo la oportunidad de experimentar en primera persona la exploración planetaria. La sonda Voyager estaba volando alrededor de Saturno, Porco estaba involucrada con un miembro del equipo de imagen de esta misión y gracias a esto comenzó a trabajar en los datos recibidos desde Saturno. Con toda la información que estaban recibiendo, el equipo de imagen no tenía suficientes manos ni científicos para abarcar todo el trabajo necesario, por lo que, toda ayuda era bien recibida. Esta falta de personal fue como un regalo que cayó al regazo de Carolyn, fue la primera persona en trabajar con la información relativa a los anillos excéntricos de Saturno y en los "spokes" del anillo B (unas estructuras radiales que se forman a lo largo del anillo y que están compuestas completamente por hielo de agua), dos proyectos sobre los que haría su tesis doctoral. Mientras progresaba con su trabajo acerca de los anillos y los "spokes", descubrió una conexión entre ellos y el campo magnético del planeta. Para ella fue un momento "eureka", había descubierto algo desconocido para el resto del planeta, uno de los secretos de la naturaleza.
Recibió el doctorado en 1983, por la división de Ciencias Geológicas y Planetarias del Instituto Tecnológico de California, habiendo completado su tesis doctoral basada en los descubrimientos sobre los anillos de Saturno, y en como estos eran formados por la gravedad de sus minúsculas lunas. Peter Goldreich, su tutor de tesis, decía que Carolyn había demostrado habilidad para decidir y seleccionar las cosas importantes. Al final de 1983, se unió al Departamento de Ciencias Planetarias dentro de la Universidad de Arizona, el mismo año en que se convertía en miembro del equipo de imágenes de la misión Voyager. Posteriormente, también participaría fuertemente en los descubrimientos de la Voyager sobre Urano (1986) y Neptuno (1989), liderando al grupo dedicado para los anillos dentro del equipo de imágenes de dicha misión.

## Carrera: Lady of the Rings (La señora de los anillos)

### Voyager
Tras obtener el doctorado en 1983, Carolyn se convirtió en miembro del equipo de imágenes de la Voyager, y se encargó de analizar los datos que la sonda Voyager II enviaba a su paso por Urano en 1986, y Neptuno en 1989. Tenía el conocimiento requerido para estudiar los anillos de Urano, y esto fue algo importante a la hora de decidir su incorporación al equipo. De 178 científicos trabajando en la misión Voyager, solo siete eran mujeres. Estaba contenta de poder ser un modelo a seguir para otras mujeres y chicas interesadas en la ciencia, aunque tendía a minimizar el tema cuando este surgía. Explicaba al Boston Globe que, la belleza de la ciencia es que lo que realmente buscamos todos es la verdad, entonces, si una persona, hombre o mujer, es buena en lo que hace, y competente, es obvio que es competente, y al final todo el mundo le prestará atención.
Aunque Urano y Neptuno eran objetivos secundarios de esta misión para los científicos de la NASA (los objetivos más importantes eran fueron los anillos de Saturno, su globo y atmósfera, y Titán, la luna más grande que lo orbita), también era importante su estudio. Incluso con los más potentes telescopios en la Tierra, solo se pudo descubrir pequeños puntos borrosos o, como mucho, una pequeña mancha azul. Era aventurarse en territorios inexplorados, y eso, para Carolyn, hacia de esta misión algo monumental.
Durante su trabajo en esta misión, se dedicó a estudiar los anillos de Urano y Neptuno, y fue la líder del equipo encargado de ello. Estos dos planetas eran considerados raros, y Porco fue una de las pocas personas que trabajó duro para intentar entender por qué eran raros y el rol que sus pequeñas lunas tenían en el pastoreo que se producía, en algunos casos, con anillos incompletos y en las divisiones que se veían en esos anillos. Tras sus explicaciones sobre los anillos de Urano y los arcos de anillo de Neptuno, y con sus descubrimientos anteriores con los anillos de Saturno, estaba claro que se había convertido en una experta en anillos planetarios, y fue apodada desde entonces como "Lady of the Rings" (La señora de los anillos).
Para Carolyn, los beneficios de esta misión van más allá de los descubrimientos tangibles. Declaró que, "nuestras exploraciones del sistema solar no solo nos han dado una perspectiva de nosotros mismos y de nuestro sitio en el cosmos, sino que también nos muestra cuan limitado es nuestro pensamiento hasta que viajamos. En algún sentido, la Voyager es lo más cerca que la humanidad estará de la inmortalidad. La gente inmediatamente se grabó eso. Les movió. Removió a las personas en el sentido de que desarrollaron un cariñoso sentimiento por esta misión. En agosto de 2012, la Voyager 1 entró en el espacio interestelar, y la Voyager nos definió. Nos definió como especie interplanetaria durante la década de 1980, y ahora nos define como especie interestelar. Y continuará...".
Las sondas Voyager, van acompañadas de un disco de gramófono (Disco de oro de las Voyager), con sonidos e imágenes que retratan la diversidad de la vida y la cultura en la Tierra, con el objetivo de dar a conocer la existencia de vida en nuestra planeta a cualquier forma de vida que la encontrase. Este contenido fue seleccionado por la NASA y por un comité presidido por Carl Sagan. Gracias a esto, cuando la sonda no tenga potencia para mandarnos señal alguna, su misión continuará eternamente, aunque la humanidad se haya ido. En palabras de Carolyn, "quizás dentro de billones de años la Voyager pueda ser encontrada. El gramófono podría ser encontrado por una civilización todavía no muy avanzada. Es como tocar a la puerta de la eternidad. Eso es lo que la Voyager ha hecho por nosotros".

Diagrama del mensaje escrito en la cubierta de los discos de las Voyager. Incluye las instrucciones para reproducirlo, además de la posición relativa de Sistema Solar con respecto a 14 pulsares.

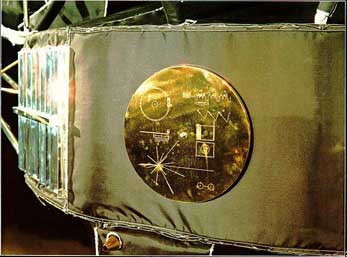
Sonda Voyager con el disco de gramófono insertado en ella. Este incluye sonidos e imágenes que retratan la diversidad de la vida y la cultura en la Tierra.

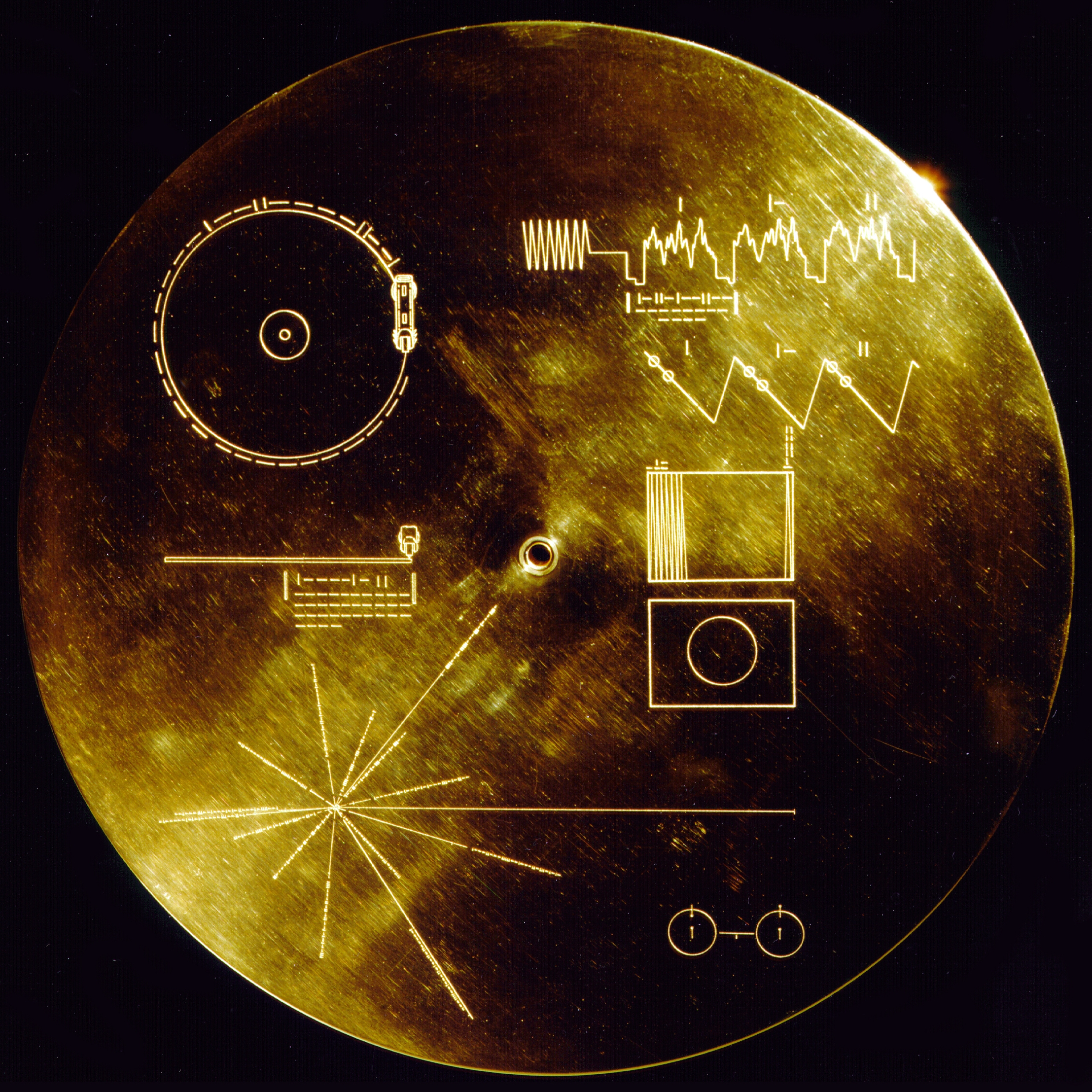
Aspecto del disco de gramófono insertado en las sondas Voyager

### Cassini-Huygens
En 1990, pasó a formar parte del equipo de imagen de la misión Cassini hacia Saturno, habiendo sido elegida por delante de candidatos con más experiencia. Claramente, se había ganado una reputación como prometedora erudita del Sistema Solar. El astrónomo Michal Simon, de Stony Brook, comentaba que, como licenciada era brillante, luchadora y llena de entusiasmo, y eso es exactamente en lo que se convirtió como astrónoma.
Fue un ambicioso proyecto internacional: la agencia europea ESA se encargó de construir y gestionar la sonda Huygens que se desprendería de la nave Cassini para recalar en Titán, mientras que la NASA y el JPL se encargaron de la construcción y gestión del orbitador Cassini y de la misión en general.
La misión Cassini tenía muchos objetivos, incluyendo el análisis y medición de la enorme magnetosfera de Saturno, elaborar análisis más detallados de sus anillos, y estudiar la composición de la atmósfera tanto del planeta como de su más grande satélite, Titán. También, obviamente, se deseaba obtener imágenes maravillosas de unos de los planetas más atractivos del Sistema Solar. Las primeras imágenes que Cassini envió a la Tierra fueron de nuestra luna y del asteroide Masursky, con lo que se probaba que todo estaba funcionando correctamente. La primera imagen "real" que trajo Cassini, fue una imagen de Júpiter, tan detallada que a Carolyn le produjo lágrimas en los ojos.
Los científicos esperaban obtener nuevos datos acerca de la formación del Sistema Solar, o del comienzo de la vida. Lanzada en 1997, la astronave con tamaño de autobús viajó cerca de siete años y más de dos billones de millas antes de llegar a la órbita de Saturno en 2004. Se esperaba que recogiera alrededor de 500.000 imágenes, y además, una sonda construida en Europa se desprendería de la nave espacial para recalar en la luna más grande de Saturno, Titán. La nave espacial comenzó a enviar imágenes a su paso por Saturno, y los científicos comenzaron a respirar, pero su trabajo sería mucho más del esperado. Cuando la nave orbitaba ya Saturno, nuevos satélites y fenómenos fueron descubiertos, forzando al equipo de imagen a escribir nuevos comandos para la astronave. Había que registrar estos nuevos descubrimientos, determinar la órbita de la nueva luna descubierta y usar esa información para predecir donde estaría este objeto más adelante para poder acercarse aún más. Fue un trabajo muy laborioso, y dirigido por los acontecimientos que se iban produciendo.
Además de tratar la información recibida de Cassini, ella sentía la necesidad de proveer al público de una experiencia igualmente maravillosa que la que estaba viviendo, quería inculcar en la gente un sentimiento de aventura, el sentimiento de que la gente estaba con ellos en esa nave.
Algunos de los descubrimientos más importantes del equipo de imagen de Carolyn durante la misión fueron: los primeros avistamientos de lagos de metano líquido en Titán; los géiseres de hielo erupcionando desde la región del polo sur de la pequeña luna Encelado y la implicación que esto tenía en la búsqueda de una sub-superficie líquida; los 13 km de altura de la cresta ecuatorial de la luna ying-yang Lapetus (o Jápeto); la naturaleza "coral cósmica" de la luna volteada de Saturno, Hiperión; el azul celeste del hemisferio de invierno de este planeta y las vistas detalladas de su grandeza, la más duradera tormenta que ha tenido, su evolución y erupción en el planeta; los vórtices de remolino gigantes en ambos polos de Saturno y en el polo sur de Titán; pequeñas lunas con escala de 100 metros embebidas en los anillos de Saturno; una ondulación sutil pero extensa de corrugación a través de los anillos de Saturno resultantes de algún impacto en estos a principios de la década de 1980; nuevas lunas y anillos demasiado pequeños o débiles para ser vistos anteriormente.
El 15 de septiembre de 2017 a las 11:55:46 UTC, se puede decir que fue la hora de la muerte de Cassini. Se adentró en la atmósfera de Saturno hasta desintegrarse como un meteorito debido al rozamiento del aire. Se decidió este "suicidio" de Cassini porque se estaba quedando sin combustible, y el estado fuera de control en el que podía entrar podría hacer que contaminara los lagos de Titán o los mares de Encélado, lugares en los que esta nave ha descubierto géiseres. La nave podría contener microbios terrestres que hubieran sobrevivido, y no se quería poner en riesgo la naturaleza de estos satélites. La maniobra constó de 22 órbitas de 6 días alrededor del planeta, aprovechándolas para transmitir datos que ayudaran a entender la duración de los días de Saturno, su estructura interna, la velocidad de giro de su núcleo, y cuándo se formaron sus anillos. Carolyn describe este final con tristeza, pues, era el final de nuestra exploración histórica a Saturno, y pide que "estas imágenes y las que están por venir os recuerden que hemos vivido una gran aventura en torno al planeta más magnífico del Sistema Solar".
En palabras de Carolyn, para ella y su equipo, fueron tres décadas muy duras, con gran nivel de dedicación, momentos sin aliento y maratones de trabajo en las que no podían ni respirar. Pero se ve recompensada, por haber consagrado sus vidas a trabajar y jugar en esa tierra prometida más allá del Sol.

### New Horizons
Cuando la misión Cassini tocó a su fin, Carolyn focalizó sus esfuerzos en Plutón, como miembro del equipo de imágenes para la misión New Horizons, cuyo objetivo era proporcionar a los científicos el primer acercamiento a este planeta y a otros cuerpos del Cinturón de Kuiper. Estaba programada para llegar a Plutón en 10 años, es decir, 2015. El objetivo de la misión, además de obtener imágenes de objetos del Sistema Solar a los que nunca nos habíamos acercado, era observar la tenue atmósfera de Plutón y tratar de entender su naturaleza. La observación de los objetos del Cinturón de Kuiper, entre los cuales se piensa que hay algunos de los objetos más antiguos del sistema solar, podía proporcionar información sobre como se formaron los planetas. Para Porco, con esta exploración se iba a llegar atrás en el tiempo tan lejos como se pudiera en el sistema solar.
Finalmente, la sonda partió el 19 de enero de 2006, y llegó al planeta (a 12.500 km de su superficie) el 14 de julio de 2015. Ese día, Carolyn escribió un efusivo tuit para todo el mundo "Hey, gente del mundo. ¿Estáis prestando atención? Hemos llegado a Plutón. Estamos explorando las tierras posteriores (traducido de 'Hinterlands') del sistema solar. ¡Regocijaros!".
Fue una misión importantísima para comprender este planeta, sus satélites y el Cinturón de Kuiper, y que aún está dando sus frutos. Esta misión confirmó que Plutón es el rey del Cinturón de Kuiper, además de obtener nuevas medidas del planeta: unos 2370 km de diámetro, y unos 80 km más grande de lo estimado. Se espera que en 2021 pueda seguir explorando el Cinturón de Kuiper. Hasta el momento de su llegada a Plutón, las únicas imágenes que se tenían del planeta eran las obtenidas por el telescopio Hubble, pero eran esencialmente imágenes pixeladas con manchas de luz.

### The day the Earth Smiled
"The day the Earth Smiled" (El día en el que la Tierra sonrió) es un proyecto fundado por Carolyn con motivo de la captura de imágenes de Saturno por parte de Cassini, en la tercera ocasión en la que, estando en su órbita, se giraba para fotografiar al planeta durante un eclipse de Sol. Esta vez iba a ser distinto, las imágenes se iban a obtener en color, y se iba a poder vislumbrar nuestro planeta junto a Saturno y sus anillos, los habitantes de la Tierra iban a poder conocer la fotografía de su planeta tomada a billones de kilómetros de distancia. Se dio este nombre de evento al 19 de julio de 2013, y a todas las actividades en el mundo relacionadas con las imágenes que llegaban ese día desde la órbita de Saturno. Se creó un sitio web como espacio para el proyecto, y como fuente de información de todos los eventos y subproyectos asociados con este evento, en el cual, los participantes además de informarse, podían intercambiar información, comentarios y entusiasmo.

### Carl Sagan
Carolyn, a lo largo de su carrera, tuvo una relación profesional y de amistad muy especial con el reconocido y afamado Carl Sagan, considerado un astrónomo y cosmólogo referencia en nuestra historia.

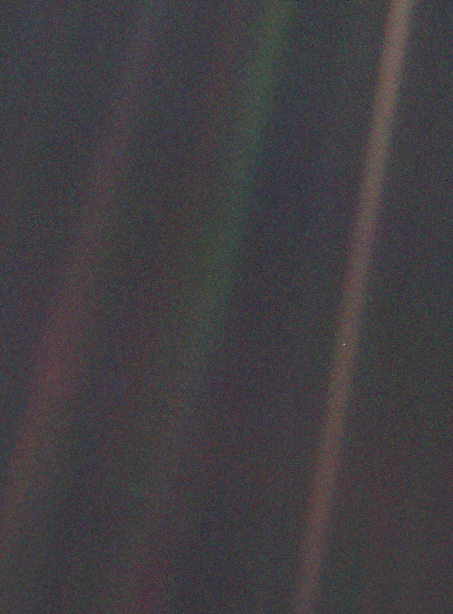
Nuestra Tierra, ese pequeño punto azul pálido entre los anillos de Saturno

Todo comenzó cuando ella tenía 13 años. Carolyn Porco observó el planeta Saturno a través del telescopio de un vecino, y no imaginaba que se convertiría en la artífice principal de la famosa fotografía conocida como "The Day the Earth Smiled" (El día que la Tierra sonrió). En los años 80, cuando trabajaba en el equipo de imágenes de la misión Voyager, le rondaba por la cabeza la idea de fotografiar nuestro planeta desde el espacio. Pero la primera vez que lo propuso nadie lo tuvo en cuenta, para el resto de los compañeros no era necesario tomar una foto lejana de la Tierra, no querían dar un paso extra e innecesario en la misión que la pudiera complicar. Unos años más tarde, en 1988, supo que el famoso astrónomo y cosmólogo Carl Sagan había tenido la misma idea, lo que hizo que se unieran para convencer a la NASA. De esta colaboración surgió "Pale Blue Dot" ("Un punto azul pálido"), imagen tomada por la Voyager 1 el 14 de febrero de 1990, desde una distancia récord. No era la imagen más vistosa de la Tierra, pero era una de las más románticas e inspiradoras. Nuestro planeta no llega ni a ser un pixel, un punto diminuto ante la grandeza e inmensidad del cosmos, un pálido punto azul. Sagan convirtió esta imagen en una metáfora de la condición humana y la tomó como inspiración para uno de sus libros.
Pero su relación fue más allá de esta colaboración. En marzo de 1976, Carolyn se enfrentaba a su primera charla/presentación profesional para la división de ciencias planetarias de la Sociedad Americana de Astronomía. Había muy pocas mujeres en ciencias planetarias por aquella época, solo tenía 23 años, y allí, rodeada de un mar de hombres en la sala de conferencias dio una charla que, para ella, fue la peor de su vida. Sagan estaba entre el público, en la fila frontal (como siempre hacía), y tras la sesión se acercó a ella, y recordando su nombre le dijo: "Carolyn, bonita charla la que has dado".
Encontró un amigo y un aliado en Carl, que, en una ocasión salió en defensa de ella cuando unos compañeros del equipo de la Voyager se burlaron de Carolyn por no estar casada. Fue contratada como consultora para la película "Contact", basada de una novela de Sagan acerca de una luchadora astrónoma, Ellie Arroway, que descubre una señal con origen extraterrestres. Aunque el plan principal era que conociera a Jodie Foster para asesorarla, este encuentro no se pudo dar, y asistió a un taller sobre el guion donde se le trataría de dar forma a este. En dicho taller, Carolyn haría una fuerte oposición a la idea surgida de que Ellie Arroway durmiera con su asesor.
En una de las últimas conversaciones entre ella y Carl antes de la muerte de este, hablaron sobre temas personales, sobre sus vidas amorosas, entre otras cosas. Carolyn le decía que él había tenido más suerte en ese aspecto. Sagan le comentaba que ella había abandonado esa faceta de la vida y que se había retirado a su trabajo, que la ciencia es fantástica, pero que no hay nada como estar enamorado.

### Búsqueda de vida en el universo
Tras todos estos años de estudio del universo y de participación en las más importantes misiones de la astronomía planetaria, Carolyn hace una reflexión sobre los lugares del universo candidatos a albergar vida: Marte, Europa (satélite de Júpiter), Titán (satélite de Saturno), Encélado (satélite de Saturno). Las conclusiones son que, Marte, una vez tuvo una fluidez copiosa de agua, pero las condiciones presentes lo hacen muy hostil para la vida, por lo que, la búsqueda hoy en día se centra en buscar signos de vida pasada en el planeta. Europa, con tamaño parecido al de nuestra Luna, tiene un océano salado debajo de su superficie glacial, pero está sujeta a una intensa radiación. Aun así, misiones futuras estudiarán el material que sale eyectado del hielo de Europa, por si pudiera tener signos químicos de vida. La atmósfera brumosa de Titán está llena de metano orgánico, y su superficie tiene dunas y lagos de metano líquido, pero es un ambiente extremadamente frío, a casi 149 °C bajo cero, por lo que, las reacciones químicas necesarias para la vida serían muy difíciles de darse. Encelado parece el lugar más prometedor. Cassini, que también observó a Titán, ha tomado muestras del material que ha sido desprendido del polo sur a través de los géiseres. Este material, aparentemente viene del interior de un océano que se presume tan salado como los nuestros, y las partículas de silicato pueden indicar respiraderos hidrotérmicos también como los nuestros. En la Tierra, los respiraderos hidrotérmicos en nuestros océanos son ricos en vida. Encélado tiene todos los ingredientes de la vida para Carolyn, y se debe seguir de cerca.

### Eugene M. Shoemaker - El hombre que Carolyn envió a la Luna
Uno de sus profesores en Caltech, el famoso geólogo Eugene M. Shoemaker, siempre había soñado ser un astronauta. Eugene murió en un accidente de coche en 1997 y, cuando Carolyn se enteró de que iba a ser incinerado, pensó en mandar algunas de sus cenizas a la Luna en la sonda espacial Lunar Prospector, su profesor conseguiría ser, en cierto modo, astronauta. Llamó a su familia y a los oficiales del programa espacial, incluido el Dr. Wesley Huntress y, finalmente, a un administrador de la NASA, quien tuvo la influencia para llevar esto a cabo. Esta propuesta desató las quejas del presidente de la tribu Navajo, quien, en nombre de esta, declaró que las cenizas profanarían la Luna. Esto enfureció en cierta medida a Porco, por lo que declaró que, en los últimos tiempos se había producido una separación entre la iglesia y el estado en su país, y que la exploración de la Luna es una actividad secular, en la que las nociones religiosas no deberían imponerse. Recordó que otras religiones habían sido capaces de convivir con el progreso científico, y que los navajos podían hacer lo mismo.
Carolyn diseñó el epigrafo para honrar el legado científico de Eugene Shoemaker y este fue inscrito en una pequeña pieza de lámina de bronce, colocada en la cápsula que guardaría las cenizas, de cuyo diseño también se ocupó. 30 años después de que el primer ser humano pisara la Luna, el 31 de julio de 1999 las cenizas del Dr. Shoemaker llegaban a nuestro satélite y harían que fuera el primer ser humano en permanecer allí. Un hombre que, junto con su esposa Carolyn S. Shoemaker, había logrado grandes cosas para la ciencia y la humanidad, un hombre que merecía más que nadie cumplir su sueño de ser astronauta. La lámina de bronce adherida a la cápsula tenía inscritas imágenes del cometa Hale-Bopp (el último cometa que los Shoemaker observaron juntos), imágenes del cráter de meteorito Barringer, y una emotiva inscripción de Romeo y Julieta de Shakespeare.

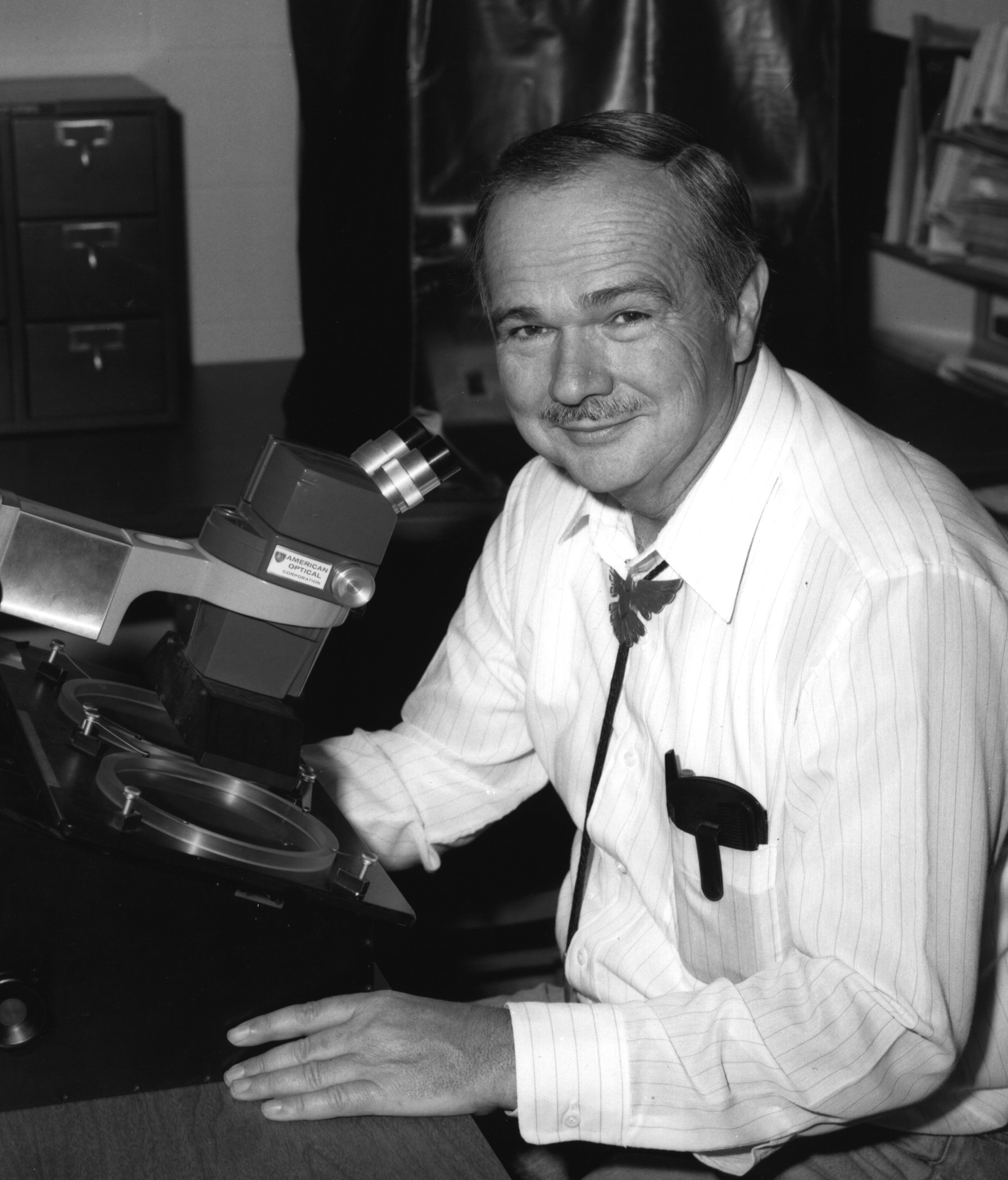
Dr. Eugene Shoemaker

And, when he shall die
Take him and cut him out in little stars
And he will make the face of heaven so fine
That all the world will be in love with night
And pay no worship to the garish sun
Traducido:
Y, cuando muera, tómalo,
Y haz de sus pedazos estrellas diminutas
que iluminen el rostro del Cielo, de tal forma
que el mundo entero ame la noche,
y nadie rendirá tributo al sol radiante.

### La mujer en la profesión científica
El ascenso en su carrera profesional no ha sido nada fácil en un mundo abrumadoramente masculino y competitivo como es el de la ciencia espacial. Describe a los científicos como "machotes de colegio", y recordó haberse motivado como si fuera un macho alfa en los momentos previos de sus reuniones en el equipo de anillos.
Para Carolyn, la situación de la mujer en la ciencia está mejorando. Piensa que, las mujeres integrantes de su equipo han tenido una mejor estancia en la misión Cassini de la que tenían en la misión Voyager, y eso es bueno. Pero en esto ella parte con ventaja, pues ya había librado este tipo de batallas durante su niñez. En New York, creció entre hermanos, sin hermanas, y aprendió a discutir, pelear y defenderse por sí misma. Eran hermanos de los de antes, chicos realmente agresivos, y solían perseguirla por toda la casa con insectos muertos, la encerraban en los armarios y fue obligada a jugar a futbol americano y béisbol a una edad muy temprana. Como resultado de esta época difícil, Carolyn no se siente incómoda siendo la única mujer en una sala llena de hombres, es lo que solía sucederle cuando era una niña, pero se imagina lo duro que tiene que ser para una mujer que no ha pasado por eso.
El día a día de la mujer profesional en el sector científico ha mejorado, según Carolyn, por la persistencia y lucha de mujeres que hace años presionaron fuertemente para conseguir la igualdad de oportunidades. Así como la infraestructura legal que se consiguió para que sea ilegal negar a las mujeres el acceso a la educación.
Uno de los problemas con los que se tuvo que enfrentar en su carrera profesional ha venido por parte de otras mujeres, quienes presentaban oposición hacia ella por resentimiento y celos de sus éxitos. También hubo oposición proveniente del sector masculino, obviamente, pero que la oposición venga de otras mujeres era algo que no se esperaba, esperaba aliadas, no enemigas. Ese conflicto ubicuo entre las expectativas y la realidad sucedía a menudo. Considera que esto ha mejorado en las nuevas generaciones femeninas de la ciencia, que tienen aptitudes más cooperativas que van a ayudar a cambiar la cultura científica que actualmente está basada en el comportamiento masculino.

## Labor divulgadora
Carolyn sigue estando activa en la divulgación al público de la ciencia como líder del equipo de imágenes de la misión Cassini. Es la creadora y editora del sitio web del equipo CICLOPS, donde se publican imágenes de la misión Cassini, y en el que ella escribe la sección "Captain's Log" dirigida al público, con el fin de informar sobre los acontecimientos de la misión y establecer un canal de comunicación con los visitantes del sitio. Además, es una conferencista pública muy popular y frecuentemente realiza charlas sobre la misión Cassini y la exploración planetaria en general. Ha expuesto en diversas conferencias interdisciplinares tales como TED (2007 y 2009) y PopTech (2005 y 2006). Además, suele aparecer frecuentemente en los medios, y, desde 2016 es una "StarTalk All Star". "StarTalk All-Stars" es un podcast y show de radio que trata temáticas relacionadas con la ciencia y el espacio.
Entre su labor divulgadora también está la de invitada regular como analista y consultora de astronomía para la CNN, además, ha hecho numerosas apariciones tanto en radio como en televisión explicando la ciencia al público no científico, incluyendo apariciones en "MacNeil/Lehrer Newshour", "CBS' 60 minutes", y documentales televisivos de exploración planetaria como "Cosmic Journey: The Voyager Interstellar Mission and Message", y "The Planets" en Discovery Channel.
En lo que se refiere a la prensa, ha creado muchos artículos y concedido numerosas entrevistas para las revistas y periódicos, además de ser descrita ocho veces en la prensa escrita, comenzando en 1989 con el Boston Globe de octubre, siguiendo con el New York Times en agosto de 1999, Tucson Citizen en 2001 o el Newsday en junio de 2004. Sus populares escritos y artículos científicos han sido publicados en medios como el "London Sunday Times", "The Guardian", "Astronomy Magazine" o "The Arizona Daily Star".

## Cine y televisión
Además de la colaboración anteriormente citada en la aclamada película Contact, Carolyn fue contratada como consultora en ciencias planetarias e imágenes para el film "Star Trek" que se grabaría en diciembre de 2008, dirigido por J.J. Abrams. El escenario visual en el que se desarrollaba dicha película estaba basado en nuestro sistema solar, por eso el equipo de Star Trek deseaba tener en él alguien que asegurara la precisión científica de las escenas astronómicas de la película, y que mejor que una científica planetaria de la NASA como ella. Fue el director y productor J.J. Abrams quien la propuso para unirse al equipo, estaba maravillado por el trabajo de imagen que Porco y su equipo habían realizado estas décadas, y deseaba que alguien como ella les guiara en la producción para crear una visión auténtica del espacio.
También fue asesora científica y directora de animación para el especial de "A&E television" en el 25 aniversario de la misión Voyager, "Cosmic Journey", producido por "Cosmos Studios" y "Norman Star Media".

## Reconocimientos y honores
En 1998, el asteroide 7231 fue renombrado a "Asteroid 7231 Porco" en su nombre, por ser una pionera en el estudio de los sistemas planetarios de anillos y por ser líder en la exploración del sistema solar exterior.
Finalista, en 1998, en el premio "Five Star Faculty Teaching Award" (The Honors Centers, Universidad de Arizona), por su sobresaliente enseñanza para licenciaturas.
En 1999, fue una de los 18 científicos seleccionados por el "London Sunday Times" para el premio "The Brains Behind the 21st Century", como figuras líderes en la comunicación científica.
Fue una de las 50 personas científicas e ingenieras seleccionadas por "Industry Week" como líderes en sus campos para el premio "50 R&D Stars to Watch", en 1999.
En 2008 recibió el premio "Isaac Asimov Science Award" por la American Humanist Association.
Elegida, en 2008, para una campaña de la revista Wired, en la que se pretendía hacer llegar al presidente y gobernadores las ideas de ciertas personas sobre como solucionar problemáticas como el cambio climático, la energía, seguridad y defensa. Se le llamó "Smart List", y Carolyn fue una de las 15 personas elegidas para hacer llegar sus ideas a la presidencia, y sus propuestas fueron las siguientes:
- Explorar el universo exterior en vez de dar vueltas alrededor de la Tierra. Uso de cohetes en vez de transbordadores, ya que, estos pueden llevar más de seis veces el peso que es posible con un transbordador, además de tener una mayor capacidad de despegue que se traduce en mayor habilidad de viajar a grandes distancias en menor tiempo.
- Enviar robots. Los robots siempre tienen que ir antes que los humanos, no necesitan estar seguros, comer, respirar, no necesitan volver. Por ejemplo, la misión tripulada a la Luna fue 40 veces más costosa que la misión Cassini, este último nunca pidió comer, ni tan siquiera regresar a la Tierra.
- Después de enviar robots, obviamente, hay que tratar de enviar humanos a los destinos que se creen convenientes.[36]

En 2009 le fue concedido el premio Lennart Nilsson junto al fotógrafo y periodista científico iraní Babak A. Tafreshi, en reconocimiento por sus trabajos fotográficos, que, cada uno en su perspectiva, remarcaron el lugar de la raza humana en el universo. Se trata de uno de los premios más prestigiosos en cuanto a fotografía científica y médica se refiere.
La revista NewStatesman la escoge para el galardón "The 50 People Who Matter Today" del año 2009, en el que se elaboró una lista de personas que con su trabajo estaban cambiando el mundo.
La universidad Stony Brook de New York, donde Carolyn obtuvo su licenciatura en Física y Astronomía, le concedió en 2009 el "Doctorado de Honor de las Ciencias". El galardón, que le sería entregado durante la ceremonia de entrega de los diplomas al alumnado el 22 de mayo, tuvo, entre sus mayores motivos, el ejemplo que representa Carolyn para los estudiantes de esta universidad, particularmente los jóvenes interesados en carreras científicas y lo bien que encarna los deseos de todos los estudiantes de Stony Brook de conseguir los objetivos en las áreas en las que más pasión tienen. Está considerada como una de las banderas de esta universidad.
En el registro congresional del 29 de septiembre de 2009, el senador de Colorado, Mark Udall (Washington D. C., capital de EE. UU.) elaboró un extenso tributo hacia la persona de Carolyn Porco y su trabajo y aportación a la sociedad durante su carrera.
En el año 2010, fue galardonada con la medalla "Carl Sagan", por la División de Ciencias Planetarias de la Sociedad Astronómica Americana, por su excelencia en la comunicación de la ciencia al público. En palabras de Ann Druyan, la esposa de Carl Sagan, "entre todas las exitosas predicciones de Carl, estuvo su visión del futuro de Carolyn como científica y educadora pública." Además, añade que Carolyn es un destinatario del premio que el homónimo del mismo hubiera seleccionado, y destaca la gran admiración y afecto que tiene por ella, lo que hace mucho más significativa esta elección.
The Hungington, premió a Porco en 2010 con la beca como escritora científica para su afamada librería. Se trata de una organización dedicada a la investigación y contenido educativo para el sector escolar y público general, que está formado por una gran librería, colecciones de arte y jardines botánicos. La beca obtenida por Carolyn se traducía en una asociación con The Huntington como escritora científica y una residencia intermitente en dicha institución. Durante su estancia en el centro, se dedicaría a trabajar en un libro acerca de la misión Cassini a Saturno. Además, era una oportunidad para que trabajara con personas de la industria de cine y audiovisual en proyectos destinados a aumentar en el público la conciencia y comprensión de la ciencia.
El Instituto Tecnológico de California, Caltech, entrega, desde 1966, el premio a sus alumnos más distinguidos, "Distinguished Alumni Award", con motivo de reconocer un logro particular, una serie de logros o una carrera de logros de extraordinario valor en sectores como las ciencias, la ingeniería, los negocios o el arte. En 2011, Carolyn fue una de las cinco personas seleccionadas para este premio.
En 2012, la revista TIME, la selecciona como una de las 25 personas más influyentes en el espacio, "The 25 Most Influential People in Space".
La Academia Internacional de Humanismo, incluye a Carolyn Porco entre sus personas laureadas en 2013. Este galardón fue establecido para reconocer a distinguidos humanistas y para diseminar ideales y creencias. Los seleccionados, que pasan a ser miembros de la academia, son:
- Personas dedicadas a la investigación libre en todos los campos de la actividad humana.
- Personas comprometidas con el uso del método científico para la adquisición de conocimiento y que tienen una perspectiva científica.
- Personas que tienen valores humanistas y principios éticos.[44]

En el año 2015, recibe, por parte de la Universidad Estatal de Arizona (Tempe), el Doctorado Honorífico en Ciencias.

## Intereses
Porco, que vive en las estribaciones de Tucson, comenta que ha tenido muy poco tiempo para las actividades al aire libre, y que en su casa no hay objetos que requiera den una gran atención y cuidado, como plantas, mascotas o maridos. Si tiene, en cambio, una colección de artículos memorables de los Beatles, una de sus pasiones. Cuando tenía 11 años, pensaba que de mayor tendría cuatro hijos, a los que llamaría John, Paul, George y Ringo.
La banda The Beatles siempre ha sido una de sus pasiones, y por desgracia, no ha tenido la ocasión de verles en directo, aunque posee cada uno de los álbumes que la banda ha editado durante su carrera. Para el 64 cumpleaños de Paul McCartney realizó un montaje audiovisual llamado "When I'm Sixty-Four", hecho con 64 imágenes de Saturno y un pista editada de la banda. En primera instancia, no pudo poner este montaje en línea por temor a una demanda de Sony, pero envió la copia a Paul, y pensó que, de esta manera, podría conocerle. De lo que no estaba segura es de poder conocerlo sin derramar lágrimas.

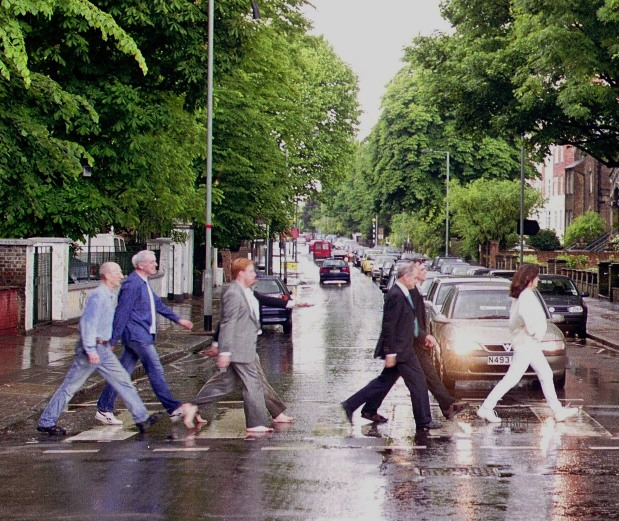
Miembros del equipo de imágenes de Cassini (Carolyn, derecha) en la portada del "Abbey´s Road".

Además, la primera imagen a color publicada de la misión Cassini, fue una imagen de Júpiter compuesta de otras tres imágenes tomadas por la sonda a una distancia de 81,3 millones de km del planeta. Y fue publicada el 9 de octubre de 2000, en honor al 60.º cumpleaños de John Lennon.
En 2001, realizó un montaje en el que incluyó a ella y otros miembros del equipo de imágenes de Cassini en la famosa portada del disco Abbey Road.
Entre los intereses de Carolyn, han destacado el baile o la música. En lo que respecta a este último apartado, ha tocado la guitarra y cantado en la banda "Titan Equatorial", formada por un grupo de científicos y escritores científicos después de los descubrimientos en la luna más grande de Saturno, y más adelante en un grupo de Tucson llamado "The Estrogens", descrito por ella como "Tres mujeres y un hombre muy valiente".
Durante varios años, ha pasado el mes de junio haciendo excursionismo en el distrito England's Lake, el que, según ella, es el único planeta que va a examinar de cerca, y con el que quiere tener la oportunidad de sentirse conectada.